# Grupo Borgia

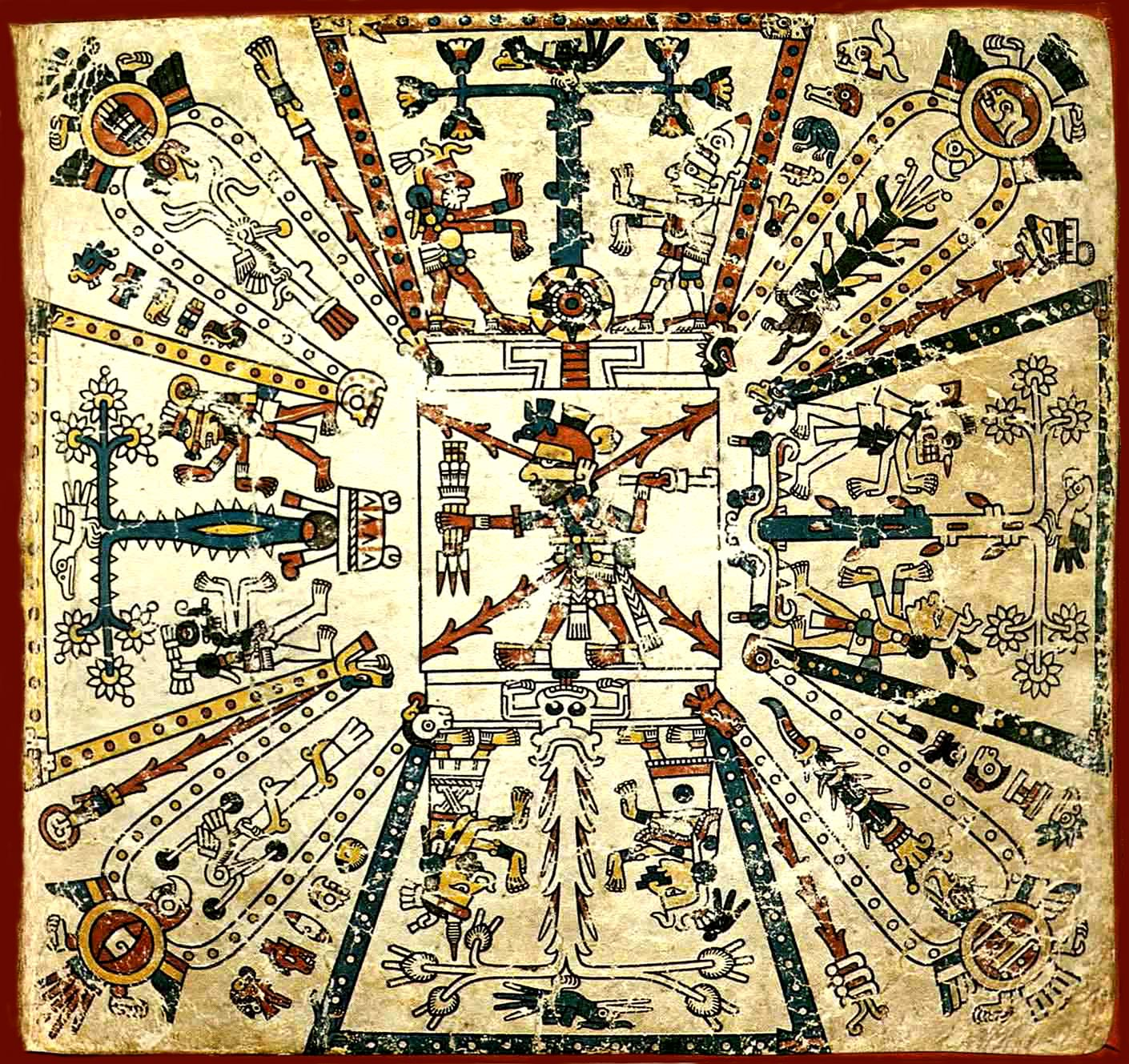
Primeira página do Codex Fejérváry-Mayer.

O Grupo Borgia é um conjunto de manuscritos oriundos do México central, identificados por Eduard Seler. Eles se distinguem pelo seu conteúdo religioso, ao passo que outros códices mesoamericanos em geral tratam de assuntos históricos. Sua autoria ainda é objeto de disputa. Os principais manuscritos do Grupo Borgia são:
- O Codex Borgia, que deu o nome ao grupo, assim denominado em homenagem ao cardeal Stefano Borgia, seu proprietário antes que a Biblioteca Vaticana o adquirisse.
- O Codex Cospi.
- O Codex Fejérváry-Mayer.
- O Codex Laud.
- O Codex Vaticanus B.

Às vezes são incluídos no Grupo o Manuscrito Aubin n.º 20 e o Codex Porfirio Díaz.